# Чуевская территориальная администрация
Чуевская территориальная администрация — сельское территориальное образование в Губкинском городском округе Белгородской области, включающее в себя 5 населённых пунктов. Глава администрации — Чуев Николай Дмитриевич.
Место расположения администрации — село Чуево, Центральная улица, д. 43А.

## Состав
| Вид населённого пункта | Наименование     | Население |
| ---------------------- | ---------------- | --------- |
| хутор                  | Большое Становое | 19        |
| хутор                  | Муравка          | 67        |
| село                   | Новосёловка      | 99        |
| хутор                  | Писарёвка        | 40        |
| село                   | Чуево            | 995       |